# Verbandsgemeinde Herrstein-Rhaunen

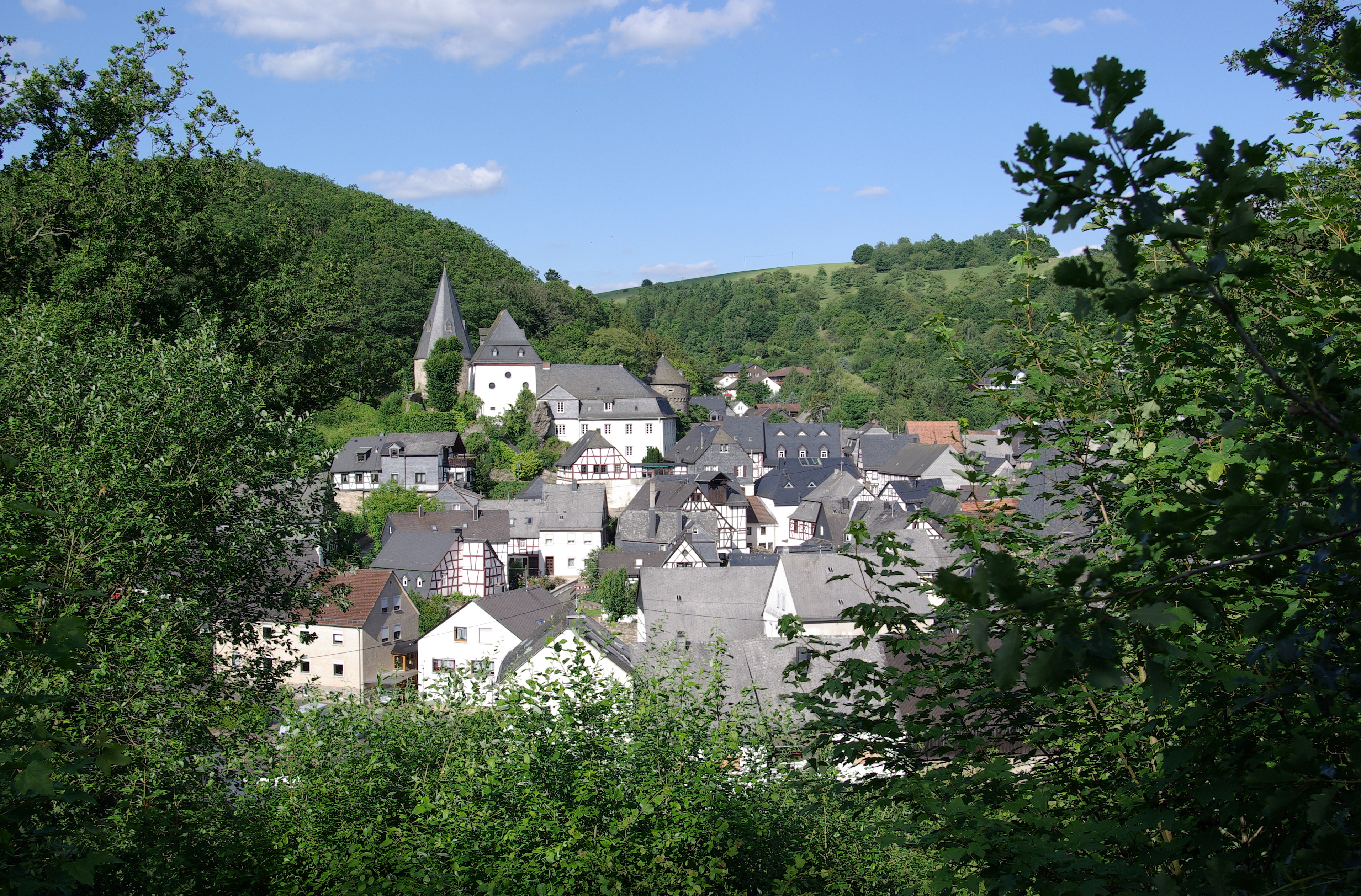
Ortsansicht von Herrstein

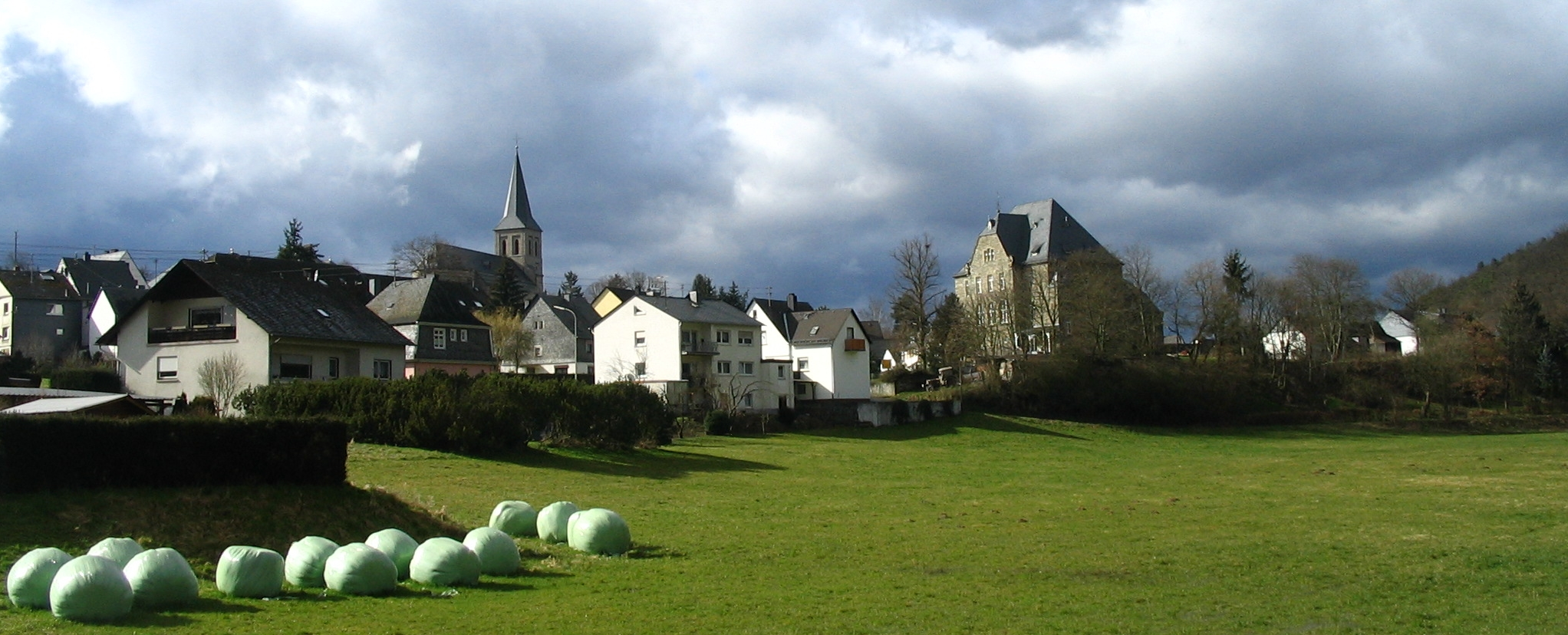
Ortsansicht von Rhaunen

Die Verbandsgemeinde Herrstein-Rhaunen entstand zum 1. Januar 2020 aus dem freiwilligen Zusammenschluss der rheinland-pfälzischen Verbandsgemeinden Herrstein und Rhaunen im Landkreis Birkenfeld. Sie führt den Namen Nationalparkverbandsgemeinde Herrstein-Rhaunen und hat neben dem Sitz in Herrstein eine Verwaltungsstelle in Rhaunen. Zur neuen Verbandsgemeinde gehören 50 Ortsgemeinden.

## Geographie
Das Gebiet der Verbandsgemeinde liegt hauptsächlich im Hunsrück zwischen Idarwald und Lützelsoon und hat im Westen Anteile am Nationalpark Hunsrück-Hochwald. Eine Exklave liegt rechts der Nahe zwischen Idar-Oberstein und Kirn.
Bekannte Erhebungen sind der Idarkopf oder der Wildenburger Kopf.
Größere Gewässer sind die linken Nahe-Zuflüsse Idarbach mit dem Steinbach und der Steinbachtalsperre, der Fischbach und der Kyrbach/Hahnenbach sowie der rechte Nahe-Zufluss Reidenbach.

## Verbandsangehörige Gemeinden
| Ortsgemeinde          | Fläche (km²) | Einwohner |
| --------------------- | ------------ | --------- |
| Allenbach             | 27,54        | 649       |
| Asbach                | 3,47         | 135       |
| Bergen                | 10,42        | 487       |
| Berschweiler bei Kirn | 7,53         | 268       |
| Bollenbach            | 3,77         | 130       |
| Breitenthal           | 3,68         | 347       |
| Bruchweiler           | 8,13         | 533       |
| Bundenbach            | 7,70         | 876       |
| Dickesbach            | 4,91         | 412       |
| Fischbach             | 4,00         | 917       |
| Gerach                | 2,29         | 248       |
| Gösenroth             | 4,49         | 239       |
| Griebelschied         | 4,19         | 170       |
| Hausen                | 4,99         | 168       |
| Hellertshausen        | 7,46         | 203       |
| Herborn               | 2,46         | 516       |
| Herrstein             | 4,79         | 807       |
| Hettenrodt            | 5,32         | 644       |
| Hintertiefenbach      | 4,68         | 324       |
| Horbruch              | 5,18         | 361       |
| Hottenbach            | 11,21        | 550       |
| Kempfeld              | 9,66         | 766       |
| Kirschweiler          | 4,89         | 1.057     |
| Krummenau             | 4,32         | 155       |
| Langweiler            | 5,20         | 243       |
| Mackenrodt            | 4,90         | 350       |
| Mittelreidenbach      | 5,07         | 750       |
| Mörschied             | 10,70        | 735       |
| Niederhosenbach       | 7,43         | 294       |
| Niederwörresbach      | 9,35         | 820       |
| Oberhosenbach         | 4,14         | 121       |
| Oberkirn              | 5,45         | 330       |
| Oberreidenbach        | 10,93        | 586       |
| Oberwörresbach        | 1,40         | 116       |
| Rhaunen               | 10,75        | 2.283     |
| Schauren              | 7,12         | 478       |
| Schmidthachenbach     | 10,05        | 376       |
| Schwerbach            | 2,55         | 54        |
| Sensweiler            | 8,43         | 410       |
| Sien                  | 8,47         | 550       |
| Sienhachenbach        | 7,60         | 184       |
| Sonnschied            | 3,85         | 113       |
| Stipshausen           | 11,11        | 824       |
| Sulzbach              | 6,68         | 293       |
| Veitsrodt             | 7,94         | 695       |
| Vollmersbach          | 2,44         | 449       |
| Weiden                | 2,60         | 81        |
| Weitersbach           | 7,75         | 85        |
| Wickenrodt            | 5,27         | 163       |
| Wirschweiler          | 10,26        | 295       |
| Verbandsgemeinde      | 334,76       | 22.640    |

(Einwohner am 31. Dezember 2024)

## Einwohnerentwicklung
| Verbandsgemeinde Herrstein-Rhaunen: Einwohnerzahlen von 2012 bis 2024                                                              | Verbandsgemeinde Herrstein-Rhaunen: Einwohnerzahlen von 2012 bis 2024 | Verbandsgemeinde Herrstein-Rhaunen: Einwohnerzahlen von 2012 bis 2024 | Verbandsgemeinde Herrstein-Rhaunen: Einwohnerzahlen von 2012 bis 2024 | Verbandsgemeinde Herrstein-Rhaunen: Einwohnerzahlen von 2012 bis 2024 |
| --- | --------------------------------------------------------------------- | --------------------------------------------------------------------- | --------------------------------------------------------------------- | --------------------------------------------------------------------- |
| Jahr |                                                                       |                                                                       |                                                                       | Einwohner                                                             |
| 2012 | 2012                                                                  |                                                                       | 23.378                                                                | 23.378                                                                |
| 2015 | 2015                                                                  |                                                                       | 22.897                                                                | 22.897                                                                |
| 2020 | 2020                                                                  |                                                                       | 22.340                                                                | 22.340                                                                |
| 2024 | 2024                                                                  |                                                                       | 22.640                                                                | 22.640                                                                |
| Quelle(n): statistik.rlp.de Anmerkung(en): Die Entwicklung der Einwohnerzahl, bezogen auf das heutige Gebiet der Verbandsgemeinde. |                                                                       |                                                                       |                                                                       |                                                                       |

## Politik

### Verbandsgemeinderat
Der Verbandsgemeinderat Herrstein-Rhaunen besteht aus 36 gewählten ehrenamtlichen Ratsmitgliedern, die bei der Kommunalwahl am 9. Juni 2024 in einer personalisierten Verhältniswahl gewählt wurden, und dem hauptamtlichen Bürgermeister als Vorsitzendem.
Die Sitzverteilung im Verbandsgemeinderat:
| Wahl | SPD | CDU | Grüne | FDP | LUB | FWPH | WGPR | Gesamt   |
| ---- | --- | --- | ----- | --- | --- | ---- | ---- | -------- |
| 2024 | 10  | 11  | 2     | 3   | 2   | 8    | –    | 36 Sitze |
| 2019 | 11  | 11  | 3     | 4   | 2   | 3    | 2    | 36 Sitze |

- LUB = Liste unabhängiger Bürger/innen e. V.
- FWPH = Freie Wähler Pro Hunsrück
- WGPR = Wählergemeinschaft Pro Region e. V.

### Bürgermeister
Uwe Weber (SPD) wurde am 1. Januar 2020 erster Bürgermeister der neuen Verbandsgemeinde Herrstein-Rhaunen. Bei der Direktwahl am 26. Mai 2019 war er mit einem Stimmenanteil von 73,0 % in das neue Amt gewählt worden.